# Lori Wallach
Lori Wallach – amerykańska prawniczka, znawczyni prawa handlowego. Dyrektorka organizacji pozarządowych Public Citizen oraz Global Trade Watch. Współorganizatorka protestów alterglobalistów przeciwko drugiej konferencji WTO w Seattle w 1999.